# Рамбоусек, Иосиф Иосифович
Иосиф Иосифович (Осип Осипович) Рамбо́усек (чеш. Josef Rambousek; 16 ноября 1845, Мнишек-под-Брды, близ Праги, Австро-Венгрия — 10 марта 1901, Москва, Российская империя) — чешский и русский контрабасист. В 1893 году принял подданство Российской империи.

## Биография
Родился 16 ноября 1845 года[по какому календарю?] в Мнишек-под-Брды, близ Праги.
В 1867 году окончил Пражскую консерваторию по классу Й. Грабе. По окончании работал в оркестрах в Штутгарте, Гётеборге.
В 1882 году получил приглашение Дирекции императорских театров на место второго концертмейстера группы контрабасов в оркестре Большого театра и до конца жизни работал в России. После ухода из оркестра Г. Ф. Шпекина в 1897 году он получил по конкурсу место первого контрабаса. В оркестре Большого театра работал до конца жизни. С 1898 года играл в оркестре летних симфонических концертов в Киеве под руководством чешско-русского музыканта Ф. И. Воячека (1857—1934 гг.).
Одновременно с работой в Большом театре преподавал в Музыкально-драматическом училище Московского филармонического общества, в 1899—1901 гг. профессор Московской консерватории. В числе его учеников были известные контрабасисты С. А. Кусевицкий, И. С. Тезавровский, Д. А. Шмукловский.